# Börje Stigler

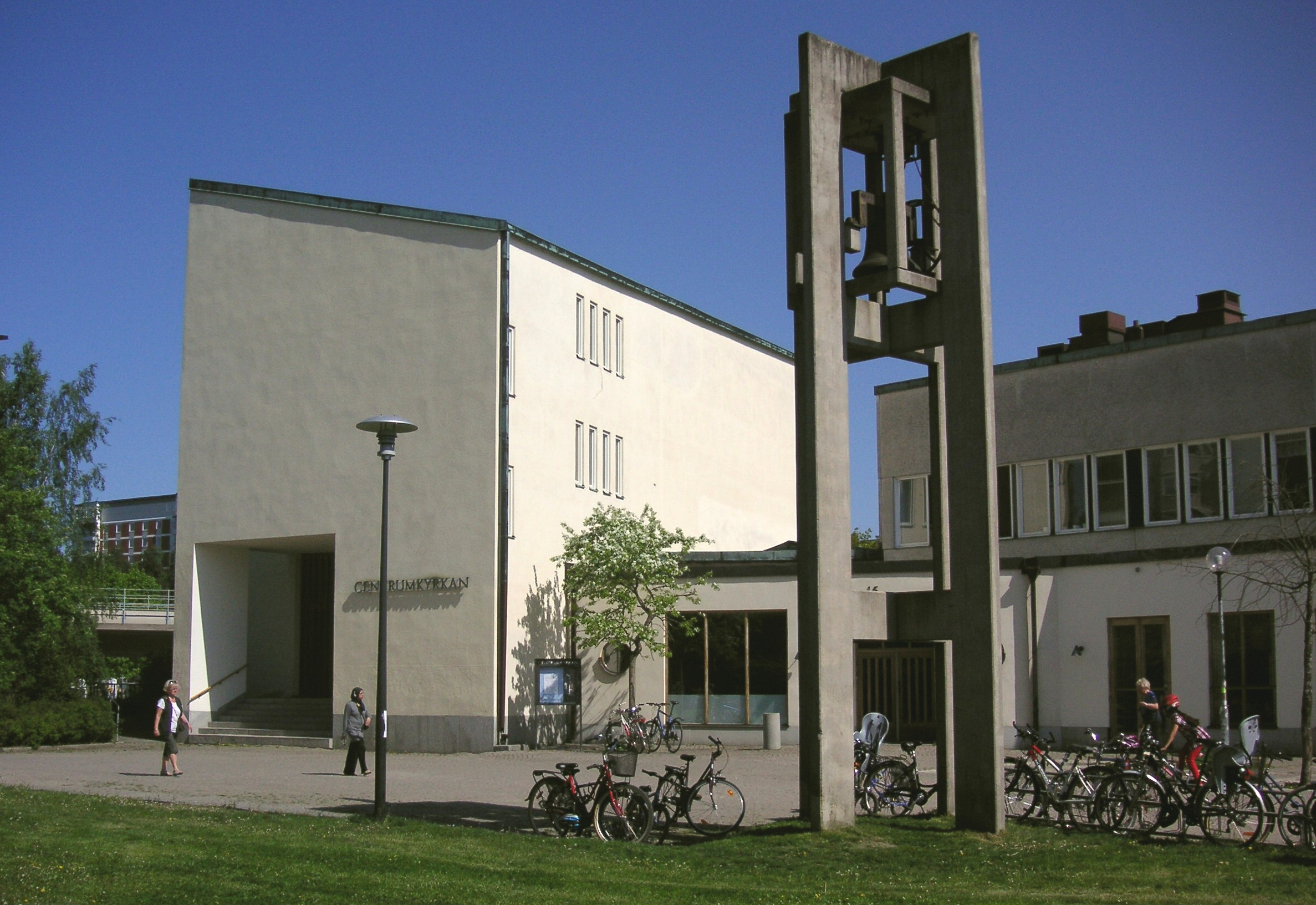
Centrumkyrkan i Farsta.

Gustaf Börje Gunnar Stigler, född 21 september 1929 i Säffle, död där 14 december 2016, var en svensk arkitekt.
Stigler, som var son till byggmästare Martin Stigler och Vera Eklund, avlade studentexamen i Karlstad 1949, utexaminerades från Kungliga Tekniska högskolan 1954 och blev teknologie licentiat där 1962. Han var anställd på arkitektkontor 1953–1956, var förste assistent i stadsbyggnad vid Kungliga Tekniska högskolan 1955–1956, blev arkitekt vid Byggnadsstyrelsen 1956, byrådirektör där 1960, avdelningsdirektör där 1962 och var länsarkitekt i Vänersborg från 1964. Han har ritat Centrumkyrkan (f.d. Missionskyrkan) i Säffle, byggd 1959. Tillsammans med Bengt Carlberg ritade han Centrumkyrkan i Farsta (1961). För baptistsamfundet ritade han vidare Betelseminariet i Bromma (1961) och baptistkyrkan i Avesta (1962).